# Sumitomo NTK-62

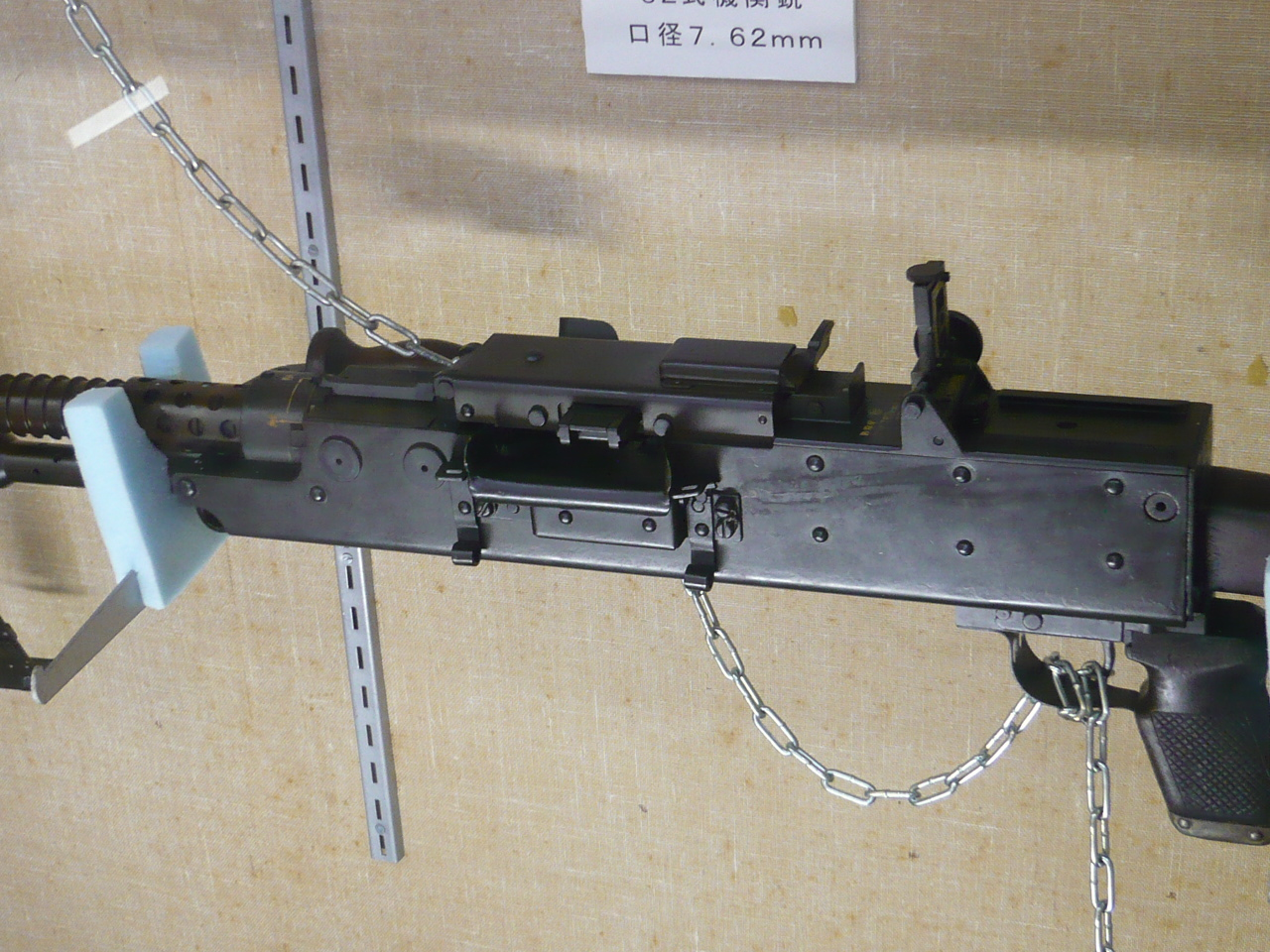
Close do receptáculo da NTK-62

A Sumitomo NTK-62 (62式7,62mm機関銃, Rokuni-shiki Nana-ten-rokuni-miri Kikanjū) é a metralhadora de uso geral padrão das Forças de Autodefesa do Japão. Também é conhecida como Type 62.
Quando emitida pela primeira vez, atendia ao suporte de metralhadoras leves e médias em toda a Força Terrestre de Autodefesa do Japão. Embora a M249 da Sumitomo Heavy Industries disparando o cartucho menor 5,56×45mm NATO a tenha substituído em grande parte na função de metralhadora leve em nível de esquadrão na Força Terrestre de Autodefesa do Japão, a Type 62 ainda desempenha o papel de apoio em nível de pelotão e companhia para a infantaria como uma metralhadora média disparando o cartucho mais poderoso 7,62×51mm NATO. Também continua a ser usada como arma coaxial em vários veículos blindados, incluindo tanques e veículos blindados de transporte de pessoal.
Como todas as armas de fogo modernas de fabricação japonesa, nunca foi exportada.

## História
Depois de anos usando a Browning M1919A4 como metralhadora de uso geral padrão durante os primeiros dias da fundação das Forças de Autodefesa do Japão, a NTK-62 foi projetada na Indústria Metalúrgica Nittoku (NTK) para comercializá-la como o sucessora da M1919. A metralhadora foi feita para atender aos requisitos da Agência de Defesa do Japão.
A designação "62" esteve presente devido ao fato de os primeiros lotes da NTK-62 terem sido fabricados em 1962, após o desenvolvimento iniciado em 1954. Foi adotada especificamente em 15 de fevereiro de 1962, substituindo efetivamente a metralhadora Browning M1919 no serviço da Força Terrestre de Autodefesa do Japão.
Em 2013, a SHI esteve envolvida em um escândalo em que os dados de teste da NTK-62 foram falsificados propositalmente para 5.350 metralhadoras produzidas a partir de 1974.

## Projeto
A Sumitomo NTK-62 é uma metralhadora operada a gás com câmara para o cartucho 7,62×51mm NATO, alimentada por fita com o uso de elos desintegradores M13. Metal prensado foi usado em peças da metralhadora durante a fabricação para reduzir o peso total. Embora seja usada munição normal 7,62 NATO, também é usada uma versão com carga de pólvora reduzida.
Possui uma bandeja de alimentação incomum, pois a alavanca giratória está acima do ferrolho no receptáculo, e não na tampa da bandeja de alimentação encontrada na maioria das metralhadoras.
O projeto foi feito com base no físico do japonês que deveria manusear a metralhadora.

## Variantes

### Type 74
A Type 74 (74式車載7,62mm機関銃, Nanayon-shiki Shasai Nana-ten-rokuni-miri Kikanjū) é uma variante de montagem fixa para uso em veículo blindado de combate, incluindo os tanques principais Type 74, Type 90 e Type 10, o Mitsubishi Type 89 IFV e o Veículo de Reconhecimento Komatsu Type 87.
Ela pesa 20,4 kg, ao contrário da Type 62 que pesa 10,15 kg.